# Zalat Taung
Zalat Taung är en ö i Myanmar.   Den ligger i regionen Rakhinestaten, i den sydvästra delen av landet, 240 km sydväst om huvudstaden Naypyidaw. Arean är 0,54 kvadratkilometer.
Terrängen på Zalat Taung är platt. Öns högsta punkt är 41 meter över havet. Den sträcker sig 0,9 kilometer i nord-sydlig riktning, och 1,3 kilometer i öst-västlig riktning.